# Coupe des clubs champions européens féminine de handball 1985-1986
Navigation
Coupe des clubs champions 1984-1985 Coupe des clubs champions 1986-1987
La Coupe des clubs champions européens féminin de handball 1985–1986 est la 26e édition de la plus grande compétition européenne des clubs féminins de handball, organisée par l’IHF. Elle s'est tenue du 28 septembre 1985 au 4 mai 1986. 
Le club soviétique du Spartak Kiev, tenant du titre, continue sa domination en remportant son onzième titre en s'imposant en finale face au club roumain du Știința Bacău.

## Participants
Seize clubs sont qualifiés pour le tour préliminaire :
| Équipe            | Parcours national           |
| ----------------- | --------------------------- |
| KV Sasja Anvers   | Champion de Belgique        |
| Frederiksberg IF  | Champion du Danemark        |
| CB Íber Valencia  | Champion d'Espagne          |
| USM Gagny         | Champion de France 1985     |
| GE Véria          | 2e du Championnat de Grèce. |
| Maccabi Ramat Gan | Champion d'Israël           |
| SSV Brixen        | Champion d'Italie           |
| HBC Bascharage    | Champion du Luxembourg      |
| Vasas Budapest    | Champion de Hongrie         |

| Équipe                 | Parcours national                                         |
| ---------------------- | --------------------------------------------------------- |
| Ookmeer Amsterdam      | Champion des Pays-Bas                                     |
| SK Freidig Trondheim   | Vainqueur de la phase régulière du Championnat de Norvège |
| KS Cracovie            | Champion de Pologne                                       |
| Ginásio Sul            | Champion du Portugal                                      |
| ATV Bâle               | Champion de Suisse                                        |
| Iskra Partizánske (en) | Champion de Tchécoslovaquie                               |
| Tarsus IY Erkutspor    | Champion de Turquie                                       |

Remarque : il n'y a pas de représentant du championnat d'Islande.
Huit clubs sont exemptés du tour préliminaire et sont directement qualifiés pour les huitièmes de finale :
| Équipe                  | Parcours national                  |
| ----------------------- | ---------------------------------- |
| ASK Vorwärts Francfort  | Champion d'Allemagne de l'Est      |
| TSV Bayer 04 Leverkusen | Champion d'Allemagne de l'Ouest    |
| Hypobank Vienne         | Champion d'Autriche                |
| CSKA Sofia              | Champion de Bulgarie               |
| Știința Bacău           | Champion de Roumanie               |
| Stockholmspolisens IF   | Champion de Suède                  |
| Spartak Kiev            | Champion d'URSS et tenant du titre |
| Budućnost Titograd      | Champion de Yougoslavie            |

## Résultats

### Tour préliminaire
Les résultats du tour préliminaire sont :
| Club                   | Aller                | Total                | Retour               | Club              |
| ---------------------- | -------------------- | -------------------- | -------------------- | ----------------- |
| SK Freidig Trondheim   | 15 – 16              | 28 – 35              | 14 – 21              | Fredriksberg IF   |
| Iskra Partizánske (en) | 33 – 04              | 63 – 22              | 30 – 18              | HBC Bascharage    |
| KS Cracovie            | 28 – 05              | 55 – 13              | 27 – 08              | KV Sasja Anvers   |
| ATV Bâle               | 26 – 15              | 46 – 35              | 20 – 20              | SSV Brixen        |
| USM Gagny              | 19 – 11              | 38 – 37              | 19 – 26              | Ookmeer Amsterdam |
| CB Íber Valencia       | 27 – 08              | 56 – 27              | 29 – 19              | Ginásio Sul       |
| Tarsus IY Erkutspor    | Forfait du club turc | Forfait du club turc | Forfait du club turc | Vasas Budapest    |
| GE Véria               | 14 – 26              | 27 – 49              | 13 – 23              | Maccabi Ramat Gan |

### Huitièmes de finale
| Club                    | Aller   | Total   | Retour  | Club                   |
| ----------------------- | ------- | ------- | ------- | ---------------------- |
| ASK Vorwärts Francfort  | 23 – 13 | 51 – 30 | 28 – 17 | Frederiksberg IF       |
| Știința Bacău           | 34 – 18 | 55 – 36 | 21 – 18 | Stockholmspolisens IF  |
| ATV Bâle                | 23 – 31 | 37 – 58 | 14 – 27 | KS Cracovie            |
| Spartak Kiev            | 33 – 11 | 66 – 26 | 33 – 15 | USM Gagny              |
| CSKA Sofia              | 23 – 19 | 41 – 44 | 18 – 25 | Iskra Partizánske (en) |
| TSV Bayer 04 Leverkusen | 13 – 14 | 30 – 37 | 17 – 23 | Budućnost Titograd     |
| Hypobank Vienne         | 32 – 13 | 51 – 38 | 19 – 25 | CB Íber Valencia       |
| Vasas Budapest          | 35 – 09 | 66 – 20 | 31 – 11 | Maccabi Ramat Gan      |

Parmi les résultats, l'USM Gagny n'a pas pesé bien lourd face au Spartak de Kiev : écrasées 33-11 à l'aller en URSS, Carole Martin et les siennes n'ont guère fait mieux lors du match retour, perdu 33 à 15...
- à Kiev, Spartak Kiev bat USM Gagny 33-11 (17-7).
  - Spartak Kiev : Larissa Karlova (1), Zinaïda Tourtchyna (2), Olha Semenova (en) (4), Tamila Oleksiouk (4), Marina Bazanova (4), Tatiana Gorb (4), Evguenia Tovstogan (6), Olga Zubkova (4), Lioubov Odinokova (4).
  - USM Gagny : Brigitte Smith (1), Sandra Erndt (3), Isabelle Milon (1), Christine Manenc (2), Carole Martin (4).
- à Gagny, Spartak Kiev bat USM Gagny 33-15 (13-7).
  - USM Gagny : Brigitte Smith (3), Sandra Erndt (3), Christine Manenc (4), Carole Martin (5).
  - Spartak Kiev : Larissa Karlova (2), Svetlana Mankova (6), Zinaïda Tourtchyna (1), Tamila Oleksiouk (6), Marina Bazanova (2), Tatiana Gorb (6), Evguenia Tovstogan (6), Lioubov Odinokova (3), Tetyana Brabinko (1).

### Quarts de finale
Les résultats des quarts de finale :
| Club                   | Aller   | Total   | Retour  | Club                   |
| ---------------------- | ------- | ------- | ------- | ---------------------- |
| Spartak Kiev           | 26 – 14 | 49 – 34 | 23 – 20 | ASK Vorwärts Francfort |
| Budućnost Titograd     | 53 – 49 | 53 – 49 | 26 – 32 | KS Cracovie            |
| Iskra Partizánske (en) | 23 – 17 | 45 – 46 | 22 – 29 | Știința Bacău          |
| Vasas Budapest         | 21 – 16 | 42 – 37 | 21 – 21 | Hypobank Vienne        |

### Demi-finales
Les résultats des demi-finales :
| Club          | Aller   | Total   | Retour  | Club               |
| ------------- | ------- | ------- | ------- | ------------------ |
| Spartak Kiev  | 28 – 19 | 43 – 37 | 15 – 18 | Vasas Budapest     |
| Știința Bacău | 30 – 23 | 61 – 53 | 31 – 30 | Budućnost Titograd |

### Finale
Les résultats de la finale est :
| Club         | Aller   | Total   | Retour  | Club          |
| ------------ | ------- | ------- | ------- | ------------- |
| Spartak Kiev | 29 – 23 | 52 – 45 | 23 – 22 | Știința Bacău |

La finale aller est disputée le 26 avril 1986 à Kiev alors qu'à 130 km au nord avait lieu depuis 1h du matin la catastrophe nucléaire de Tchernobyl... Le Spartak Kiev s'impose 29 à 23 (16-12) :
- Spartak Kiev : Natalia Mitriouk, Natalia Rousnatchenko ; Tatiana Gorb (7), Larissa Karlova (6), Lioubov Odinokova (5), Olga Zoubareva (4), Marina Bazanova (3), Svetlana Mankova (2), Zinaïda Tourtchyna (1), Evguenia Tovstogan (1)
- Știința Bacău : Ioana Vasîlca ; Mariana Tîrcă (en) (12), Lidia Butnărașu (en) (4), Elena Nitoiu (2), Filofteia Danilof (2), Laurica Lunca (1), Eva Darvaș (1), Marinela Petrea (1), Maria Brindusoiu.
- arbitres :  Jean Lelong et Gérard Tancrez[6]

La finale retour est disputée le 4 mai 1986 à Bacău et est également remporté par le Spartak 23 à 22 (12-11) malgré les 15 buts de la roumaine Mariana Tîrcă (en) :
- Știința Bacău : Ioana Vasîlca ; Mariana Tîrcă (en) (15), Laurica Lunca (3), Lidia Butnărașu (en) (2), Filofteia Danilof(1), Elena Nitoiu (1).
- Spartak Kiev : Natalia Mitriouk, Natalia Rousnatchenko ; Tatiana Gorb (5), Tamila Oleksiouk (4), Evguenia Tovstogan (4), Olga Zoubareva (4), Olha Semenova (en) (2), Lioubov Odinokova (2), Larissa Karlova (1), Zinaïda Tourtchyna (1).

## Les championnes d'Europe
| Champion d'Europe - Coupe des clubs champions féminine 1985–1986 Spartak Kiev 11e titre |

L'effectif du Spartak Kiev était :
- Natalia Mitriouk (GB)
- Natalia Rousnatchenko (GB)
- Tetiana Brabinko (-Salogub)
- Marina Bazanova
- Lioubov Odinokova
- Tatiana Gorb
- Larissa Karlova
- Svetlana Mankova (en)
- Tamila Oleksiouk
- Olha Semenova (en)
- Zinaïda Tourtchyna
- Evguenia Tovstogan
- Olga Zoubareva
- Olga Zubkova

Entraîneur
- Igor Tourtchine